# Gustaf Gabrielsson Oxenstierna
Gustaf Gabrielsson Oxenstierna (* 29. August 1613; † 31. Mai 1648) war ein schwedischer Staatsmann.

## Leben

### Herkunft und Familie
Gustaf Gabrielsson war Angehöriger der freiherrlichen Linie af Eka och Lindö des schwedischen Adelsgeschlechts Oxenstierna. Seine Eltern waren der schwedische Staatsmann Gabriel Gustafsson Oxenstierna (1587–1640) und Märta, geborene Bielke (1585–1620).
Er vermählte sich 1643 in Stockholm mit der Oberhofmeisterin von Königin Christine, Gräfin Maria Sofia De la Gardie (1627–1694). Aus der Ehe sind zwei Töchter hervorgegangen:
1. Gustaviana Juliana (1644–1675), ⚭ 1669 Graf Christopher Gyllenstierna (1639–1705), schwedischer Generalleutnant
2. Märta Elisabet (1645–1698), ⚭ 1672 Freiherr Gustaf Persson Banér (1618–1689), schwedischer Feldmarschall

### Werdegang
Oxenstierna studierte seit 1621 in Uppsala. Er war 1639 Landshövding in Västmanland, wobei er auch die Aufsicht über den Silber- und Eisenbergbau hatte. 1642 wurde er Statthalter in Reval und Estland. Aus Estland abberufen, wurde er 1645 Reichs- und Kanzlerrat. 1646 erhielt er die Stelle als Häradshövding in Stora und Lilla Savolax in Finnland.
Oxenstierna war Freiherr von Kimito in Finnland sowie Erbherr von Tyresö und Forssa im Schwedischen Kernland. Er wurde am 22. Oktober 1648 in der Kirche von Tyresö begraben. Posthum wurde er 1651 zum Graf (greve) af Croneborg erhoben.